# Liste des sénateurs du Val-de-Marne
 (juillet 2022).
Cet article dresse la liste des sénateurs élus dans le Val-de-Marne sous la Cinquième République, depuis les élections de 1968. Le nombre de sénateurs pour l'ancien département de Seine-et-Oise était fixé à 8 élus depuis l'élection complète du Sénat du 26 avril 1959. À la suite de la réorganisation de la région parisienne, entrée en vigueur le 1er janvier 1968, le nombre de sénateurs de la Seine et de Seine-et-Oise a été porté de 30 à 39, ces sièges ayant été répartis entre les nouveaux départements. Le Val-de-Marne, de même que l'ensemble de la région parisienne, appartenait à la série C. Les sénateurs étaient élus pour un mandat de 9 ans, les renouvellements ayant eu lieu en 1977, 1986 et 1995.
Après la loi no 2003-697 du 30 juillet 2003, le mandat des sénateurs a été réduit à 6 ans. Cette nouvelle durée s'est appliquée aux Hauts-de-Seine lors des élections de 2004. Elle a cependant été portée à sept ans, l'allongement d'un an de ce mandat étant dû à une décision du Conseil constitutionnel de 2004 qui a reporté les élections initialement prévues en 2007 et 2010, pour éviter un trop grand nombre de scrutins en 2007. Le Val-de-Marne appartient, depuis les élections de 2011, à la série 1.
Les sénateurs sont élus au suffrage universel indirect par les grands électeurs. En 2011, ceux-ci sont 1 974. 
En prolongement du mode de scrutin en vigueur dans l'ancien département de Seine-et-Oise a été conservé le mode de scrutin proportionnel, le nombre d'élus étant de 6, dans le département du Val-de-Marne, depuis 1977 (5 lors de l'élection de 1968).

## Mandature 1968-1977
Du 22 septembre 1968 au 24 septembre 1977.
| Identité       | Parti | Parti | Autres mandats                                |
| -------------- | ----- | ----- | --------------------------------------------- |
| Jean Bertaud   |       | UDR   | Maire de Saint-Mandé                          |
| Jacques Carat  |       | SFIO  | Conseiller général de Cachan, maire de Cachan |
| Hélène Edeline |       | PCF   |                                               |
| Roger Gaudon   |       | PCF   |                                               |
| Alain Poher    |       | CD    | Maire d'Ablon-sur-Seine                       |

1. ↑  à compter du 1er mai 1975, en remplacement de Louis Talamoni, maire de Champigny-sur-Marne, décédé.

## Mandature 1977-1986
Du 25 septembre 1977 au 27 septembre 1986.
| Identité         | Parti | Parti | Autres mandats                                |
| ---------------- | ----- | ----- | --------------------------------------------- |
| Jacques Carat    |       | PS    | Conseiller général de Cachan, maire de Cachan |
| Michel Giraud    |       | RPR   |                                               |
| Charles Lederman |       | PCF   |                                               |
| Hélène Luc       |       | PCF   |                                               |
| Alain Poher      |       | CD    | Maire d'Ablon-sur-Seine                       |
| Marcel Rosette   |       | PCF   | Maire de Vitry-sur-Seine                      |

## Mandature 1986-1995
Du 28 septembre 1986 au 23 septembre 1995.
| Identité         | Parti | Parti | Autres mandats                                |
| ---------------- | ----- | ----- | --------------------------------------------- |
| Jacques Carat    |       | PS    | Conseiller général de Cachan, maire de Cachan |
| Jean Clouet      |       | PR    |                                               |
| Lucien Lanier    |       | RPR   |                                               |
| Charles Lederman |       | PCF   |                                               |
| Hélène Luc       |       | PCF   |                                               |
| Alain Poher      |       | UDF   | Maire d'Ablon-sur-Seine                       |

1. ↑  à compter du 4 octobre 1988, en remplacement de Michel Giraud, élu député de la 6e circonscription le 12 juin 1988.

## Mandature 1995-2004
Du 24 septembre 1995 au 30 septembre 2004.
| Identité           | Parti | Parti | Autres mandats        |
| ------------------ | ----- | ----- | --------------------- |
| Jean Clouet        |       | UDF   |                       |
| Serge Lagauche     |       | PS    |                       |
| Lucien Lanier      |       | RPR   |                       |
| Hélène Luc         |       | PCF   |                       |
| Jean-Marie Poirier |       | UDF   | Maire de Sucy-en-Brie |
| Odette Terrade     |       | PCF   |                       |

1. ↑  à compter du 15 octobre 1997, en remplacement de René Rouquet, élu député de la 9e circonscription le 1er juin 1997.
2. ↑  à compter du 13 juin 1997, en remplacement de Claude Billard, élu député de la 11e circonscription le 1er juin 1997.

## Mandature 2004-2011
Du 26 septembre 2004 au 30 septembre 2011.
| Identité             | Parti | Parti | Autres mandats                          |
| -------------------- | ----- | ----- | --------------------------------------- |
| Christian Cambon     |       | UMP   | Maire de Saint-Maurice                  |
| Jean-Jacques Jégou   |       | UDF   |                                         |
| Serge Lagauche       |       | PS    |                                         |
| Catherine Procaccia  |       | UMP   | Conseillère générale de Vincennes-Ouest |
| Jean-François Voguet |       | PCF   | Maire de Fontenay-sous-Bois             |
| Odette Terrade       |       | PCF   |                                         |

1. ↑  à compter du 19 septembre 2007, en remplacement d'Hélène Luc, démissionnaire.

## Mandature 2011-2017
Du 25 septembre 2011 au 1 octobre 2017.
| Identité            | Parti | Parti | Autres mandats                               |
| ------------------- | ----- | ----- | -------------------------------------------- |
| Esther Benbassa     |       | EELV  |                                              |
| Christian Cambon    |       | UMP   | Maire de Saint-Maurice                       |
| Laurent Dutheil     |       | PS    | adjoint au maire de Villeneuve-Saint-Georges |
| Laurence Cohen      |       | PCF   | Conseillère régionale                        |
| Christian Favier    |       | PCF   | Président du conseil général du Val-de-Marne |
| Catherine Procaccia |       | UMP   | Conseillère générale de Vincennes-Ouest      |

1. ↑  à compter du 29 juillet 2017, en remplacement de Luc Carvounas, élu député de la 9e circonscription le 18 juin 2017.

## Mandature 2017-2023
Depuis le 24 septembre 2017.
| Identité            | Parti | Parti | Autres Mandats                                             |
| ------------------- | ----- | ----- | ---------------------------------------------------------- |
| Laurence Cohen      |       | PCF   | Conseillère régionale                                      |
| Pascal Savoldelli   |       | PCF   | Vice-président du conseil départemental                    |
| Daniel Breuiller    |       | EELV  | Maire d'Arcueil, vice-président du conseil départemental   |
| Laurent Lafon       |       | UDI   | Conseiller régional, maire de Vincennes                    |
| Christian Cambon    |       | LR    | Maire de Saint-Maurice                                     |
| Catherine Procaccia |       | LR    | Conseillère Départementale, adjointe au maire de Vincennes |

1. ↑  à compter du 4 juillet 2022, en remplacement de Sophie Taillé-Polian, élu député de la 11e circonscription le 22 juin 2022.

## Mandature 2023-2029
Depuis le 24 septembre 2023.
|  | Identité            | Étiquette | Groupe | Autres mandats (passés ou actuels)                                                                                     |
|  | ------------------- | --------- | ------ | --- |
|  | Christian Cambon    | LR        | LR     | Maire de Saint-Maurice (1989 → 2017) Conseiller municipal de Saint-Maurice (2017 → )                                   |
|  | Marie-Carole Ciuntu | LR        | LR     | |
|  | Laurent Lafon       | UDI       | UC     | Maire de Vincennes (2002 → 2017) Conseiller municipal délégué de Vincennes (2017 → ) Conseiller régional (2004 → 2017) |
|  | Akli Mellouli       | PS        | ECO    | |
|  | Laurence Rossignol  | PS        | SER    | |
|  | Pascal Savoldelli   | PCF       | CRCE   | Conseiller général puis départemental (1998 → ) Vice-président du conseil départemental (2015 → 2017)                  |